# Ernfrid Malmgren
Ernfrid Cart Malmgren (Köping, 3 novembre 1899 – Köping, 28 marzo 1970) è stato un insegnante ed esperantista svedese.
Diresse lo Sveda Esperanto Istituto e ne guidò la commissione preposta ai corsi, la commissione finanziaria e la commissione statistica a partire dal 1930; dal 1931 fu segretario della Sveda Esperanto Federacio. Fra il 1929 ed il 1931 fu inoltre segretario della Sveda Instruista Esperanto Federacio. Presiedette anche la Sveda Esperanto Turista Asocio e la Esperanto Turista Komisiono.
Malmgren organizzò numerosi corsi di lingua esperanto a Stoccolma, a partire dal 1928, avvalendosi della collaborazione di docenti svedesi e stranieri; tenne corsi ufficiali di esperanto rivolti ad insegnanti svedesi nell'estate 1928 e nel periodo 1929-31, dietro sovvenzione del governo svedese; curò le conferenze itineranti di Sinha (1929-30) e Scherer (1931).
Fra il 1929 ed il 1931 organizzò, con la collaborazione di H. Seppik, un viaggio turistico fra Svezia ed Estonia cui presero parte un gran numero di esperantisti.
Nel 1933 divenne delegato capo dell'Associazione universale esperanto (UEA); nel 1934 fu segretario generale in occasione del Congresso universale di esperanto a Stoccolma.
Nel 1934 entrò nel consiglio direttivo dell'UEA, all'interno del quale si occupò principalmente dell'attività di informazione. Nella sua abitazione di Stoccolma realizzò un centro di promozione dell'esperanto, e durante la seconda guerra mondiale curò la diffusione nei paesi occupati di bollettini relativi allo stato del movimento esperantista.
Dopo la fusione della Internacia Esperanto-Ligo e dell'UEA, nel 1947, divenne presidente di quest'ultima. Nonostante la rielezione occorsa nel 1955, si dimise nel 1956 per motivi di salute. Nel 1962 ricevette il titolo di presidente onorario dell'UEA.

## Opere
- Sveda Kantareto, 1931
- Sistema Kurso de Esperanto, con Seppik, 1932, vendette 5000 copie in 5 mesi
- La Esperanto-Klubo: kial fondi ĝin, kiel fondi ĝin, kiaj estu la programoj, 1933
- Esperanto kaj ĝia instruado en lernejoj (laŭ materialoj de Somera Pedagogia Semajno en Kranjska Gora de 26a julio ĝis 1a aŭgusto 1957, red. Peter Zlatnar, antauparolo de E. Malmgren]. - Jugoslavia Esperanto-Federacio, 1959. - 200 p.)
- La nuna stato de la instruado de la internacia lingvo en la lernejoj (Ivo Lapenna kunlabore kun E. Malmgren, D. Kennedy, 1963)
- Allas andra spraak Esperanto (1957)
- Amikaro adiaŭas amatan Stellan Engholm
- Per kio ni amuzu nin? Societ- kaj dancludoj (de Jakob Rosenberg;  Ernfrid Malmgren. - 1934
- Systematický kurs mezinárodního jazyka Esperanto (Henrik Seppik; Ernfrid Malmgren - en la ĉeĥan trad. Ladislav Krajc. 1938)
- Systematisk kurs i Esperanto (Henrik Seppik;  Ernfrid Malmgren. - 1932)
- Esperanto keele süstemaatiline kursus (Henrik Seppik;  Ernfrid Malmgren. -  1936)